# Ciurana (Tarragona)
Ciurana (oficialmente Siurana) es una localidad española del municipio de Cornudella, perteneciente a la provincia de Tarragona, en la comunidad autónoma de Cataluña. Se encuentra en la parte más baja de la sierra de la Gritella, en la comarca del Priorato.

## Toponimia
El topónimo Ciurana, documentado con «c» inicial tanto en castellano como en catalán, proviene del latín Severiana, que pasó a Xibrana en árabe. Hasta la reforma de la nomenclatura municipal de 1916 el municipio se llamaba simplemente Ciurana. En dicha fecha su nombre fue modificado por el de Ciurana de Tarragona. Posteriormente, se oficializó Siurana con «s».

## Geografía
Ciurana puede considerarse como uno de los pueblos más bellos de la provincia. Asentado sobre un enorme peñón de roca caliza y rodeado por el torrente del Estopiñá, preside una magnífica panorámica del valle del río Ciurana y su embalse. Ciurana fue declarado paraje pintoresco en 1961. Entre sus paisajes naturales destacan formaciones rocosas como la peña gemela de la Siuranella, el Salto de la Reina Mora o la Trona, y los acantilados de Arbolí, frecuentados por aficionados a la escalada. Ciurana está flanqueada por la sierra de Montsant, y por picos como el de la Gritella (1089 m) y el de Gallicant (1028 m).
Ciurana de Prades o de Tarragona se encuentra en el extremo este de la sierra de Prades, a 737 m de altitud sobre el nivel del mar, en una montaña con forma de península que domina los valles del río Ciurana y de Cornudella. Se llega por una pista asfaltada desde la población de Cornudella, y también por un camino forestal desde Prades. También se puede llegar a pie por varios caminos y senderos, usados frecuentemente por vecinos, escaladores y excursionistas. Desde el año 1942 forma parte del municipio de Cornudella de Montsant.

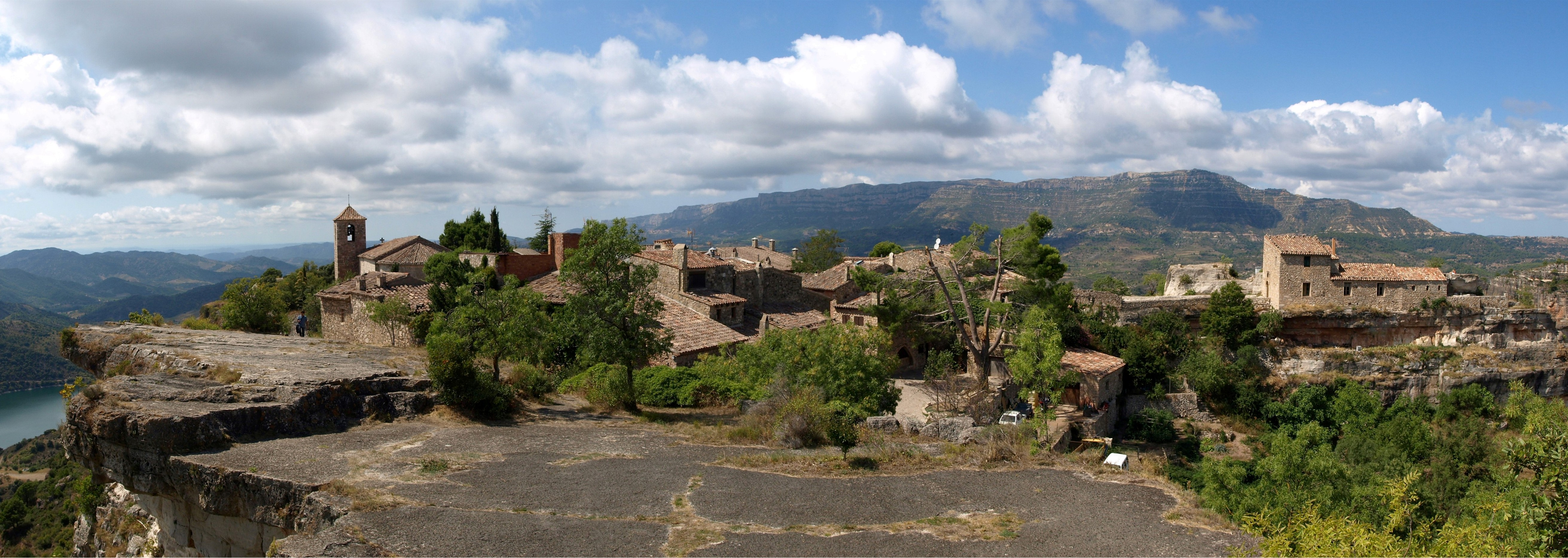
Vista panorámica típica de Ciurana

Para llegar hay que tomar la salida de Reus de la autopista AP-7 (Barcelona-Valencia) y continuar por la carretera N-420 en dirección Falset. En Borjas del Campo nos desviamos por la carretera C-242 en dirección a Cornudella y nada más pasar el pueblo en dirección norte tomar el desvío a la derecha que lleva únicamente hasta el pueblo (siguiendo los carteles que indican Siurana, que es el nombre en catalán). El final de la carretera hay un aparcamiento situado arriba del pueblo donde dejaremos los coches para ir a algunos de los sectores.

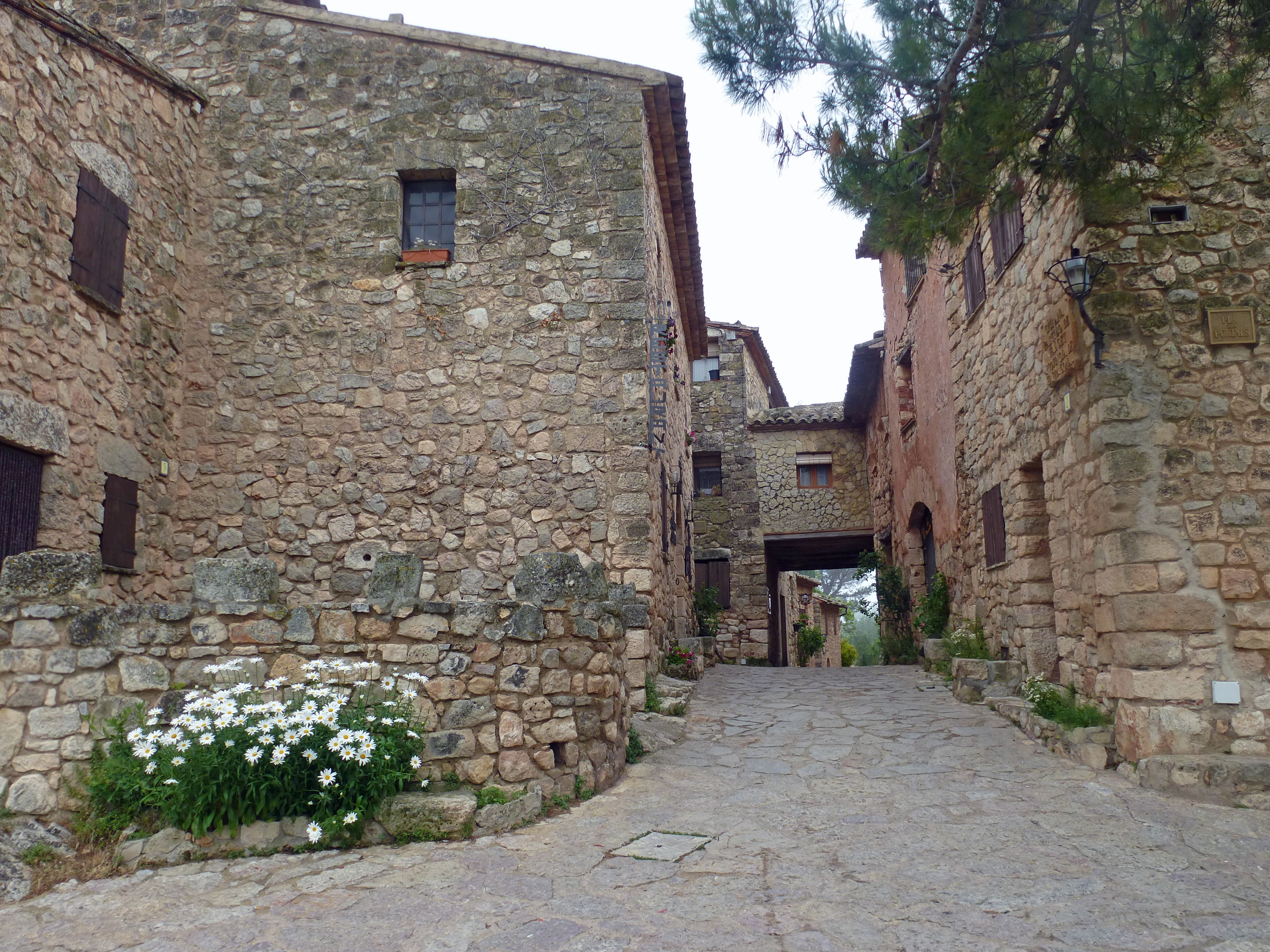
Calles de la localidad

## Historia

### Orígenes
Los orígenes de Ciurana se remontan a la prehistoria. Pese a que no se conocen restos de construcciones de esa época, en la zona de Ciurana se han hallado, a partir de 1909, restos de un taller de sílex con hachas de piedra pulida, puntas de flecha, fragmentos de vasos campaniformes y materiales de bronce. Según el prestigioso arqueólogo Salvador Vilaseca, Ciurana fue un taller de hojas, es decir, láminas largas y estrechas, de sección triangular o poligonal, con una cara inferior más o menos plana. Respecto a la cronología del yacimiento, puede estar datada hacia el II milenio a. C., con orígenes tal vez anteriores, llegando a alcanzar la Edad del Bronce.

### El reino musulmán de Xibrana
Los musulmanes penetraron en la península ibérica el año 711. En 714 ya estaban instalados en lo que actualmente es Cataluña, siguiendo las antiguas vías romanas como itinerario de conquista. La ocupación efectiva del territorio se realizó de forma progresiva, ya que es posible que la primera población musulmana fuese nómada, y no se asentara definitivamente hasta mediados del siglo IX. El territorio de Ciurana no empezó a tener importancia hasta el siglo XI, cuando se convirtió en una defensa de primera línea del Islam, principalmente a partir de mediados de siglo, a causa de los primeros intentos del conde de Barcelona, Ramón Berenguer I, de ocupar la ciudad de Tarragona. Esto provocó la retirada de los musulmanes hacia fortificaciones más seguras en las montañas, retirada definitiva que no tuvo lugar hasta que el conde Ramón Berenguer II hizo un primer intento serio de restaurar la sede de Tarragona, a finales del siglo XI. La situación estratégica de Ciurana era muy importante desde el punto de vista militar, y retrasó durante mucho tiempo el avance cristiano.

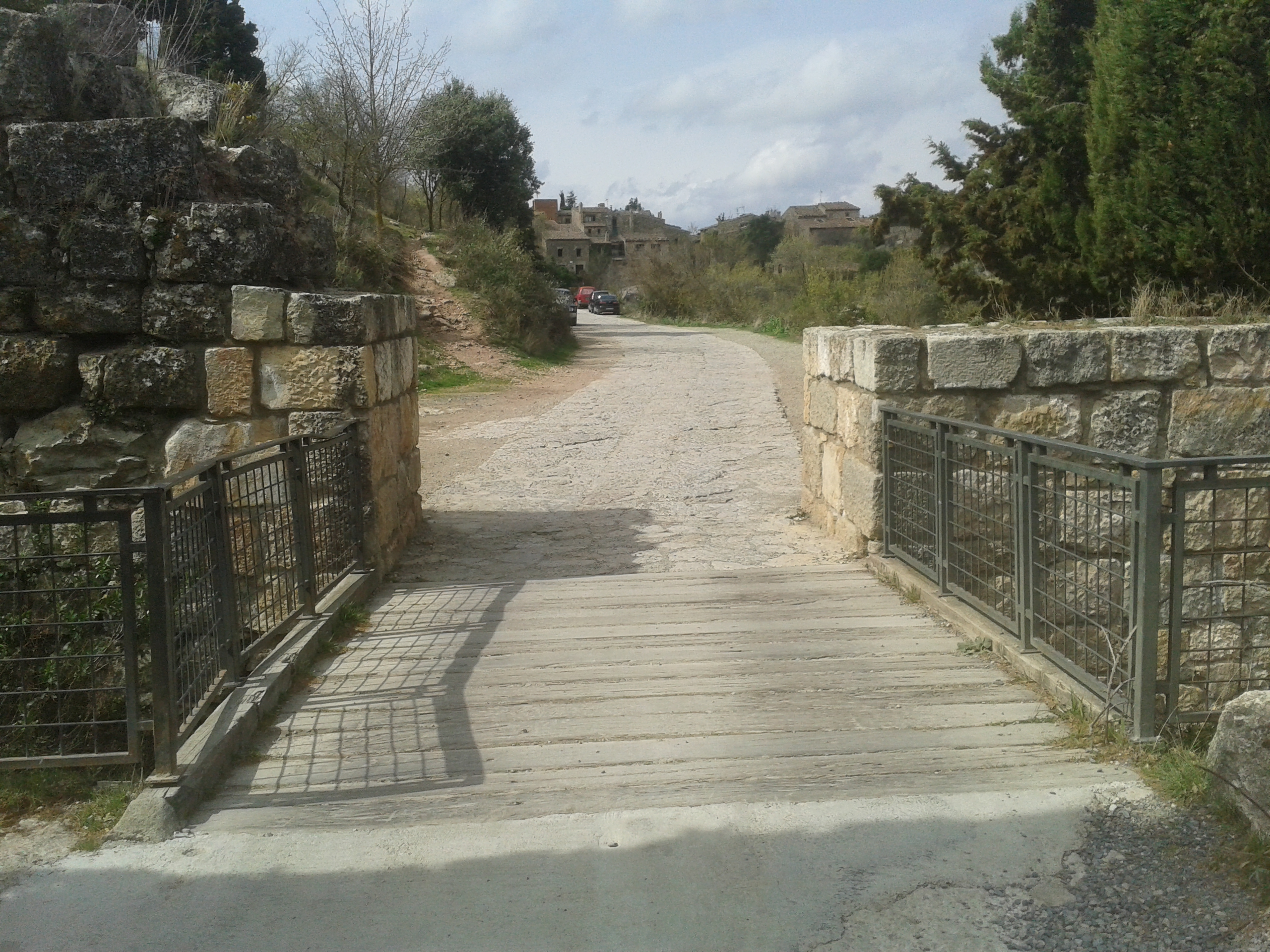
Entrada al castillo y pueblo de Ciurana, lugar que corresponde al emplazamiento de la antigua puerta principal y puente levadizo

Las montañas de Prades y buena parte de Priorato conformaban una marca fronteriza organizada en torno al castillo de Ciurana. En esa época, a cada castillo le correspondía un vasto territorio con el mismo nombre que el del castillo y que casi siempre se trataba de un topónimo pre-musulmán (en el caso de Ciurana, del latín Severiana, pasó a Xibrana —árabe— y finalmente, a Siurana). Según un documento de 1154, los musulmanes de Ciurana afirmaron a los cristianos conquistadores que habían estado ocupando ese enclave por espacio de 284 años. Si esta noticia fuera cierta, la Ciurana de Tarragona sarracena se formó el año 869, fecha hipotética, pero probable.

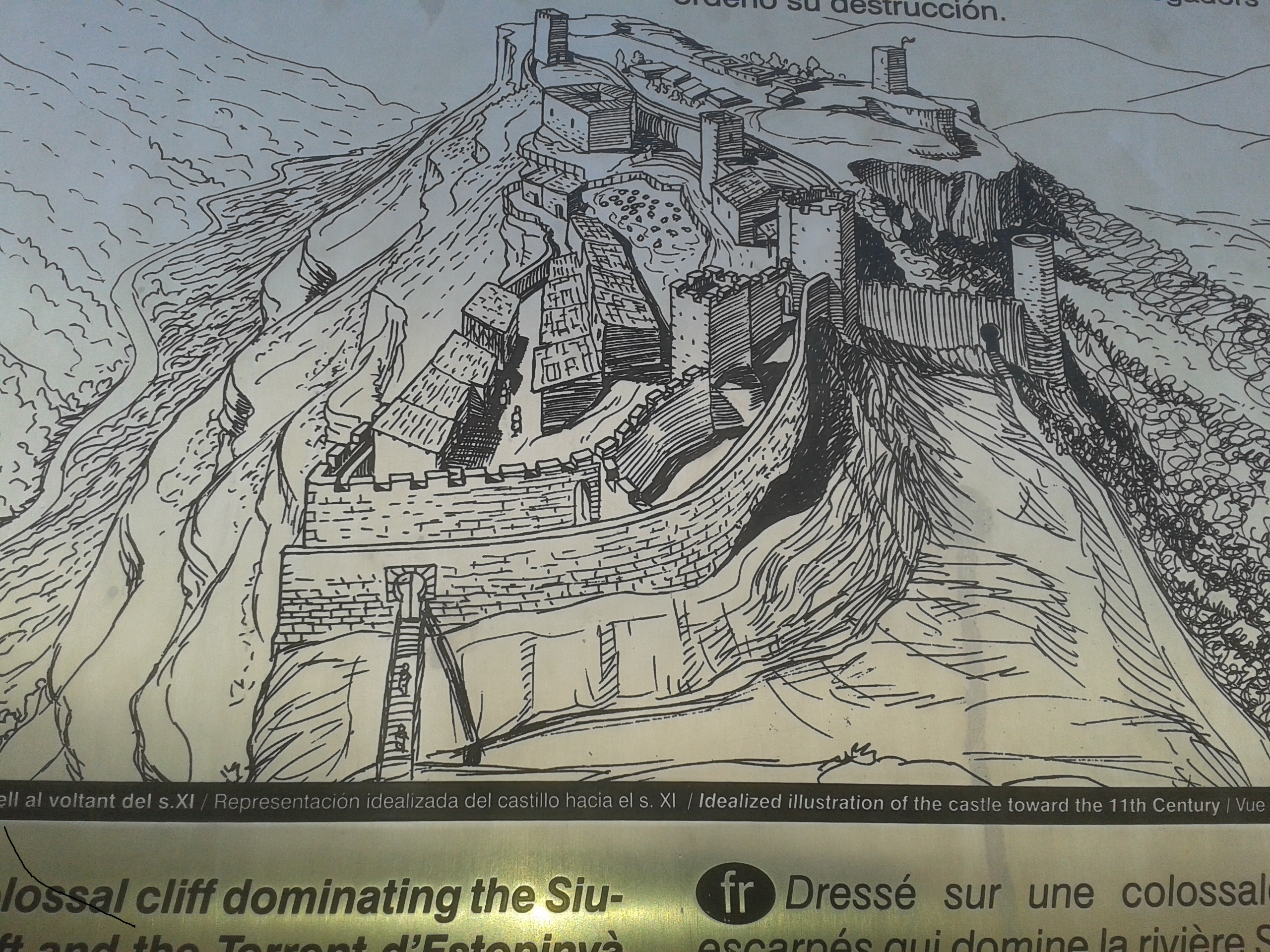
Castillo de Ciurana de Prades. Dibujo de una reconstrucción supuesta de la fortaleza musulmana

El castillo de Ciurana era el centro de la vida del extensísimo territorio situado bajo su control: buena parte de la actual comarca de El Priorato, así como también del Bajo Campo, el Alto Campo, la Cuenca de Barberá y Las Garrigas. El territorio estaba organizado en alquerías, como La Morera de Montsant u otros dominios privados de mayor o menor entidad, y poblaciones como Cabacés, Albarca, Margalef y tal vez Falset.
Valiato de Xibrana ('Valiato de Siurana')
El valiato era el territorio gobernado por un valí o wali. Los árabes denominaban a esta territorio nazar. En Cataluña el último valiato existente fue este de Ciurana, que dominaba todas las montañas de Prades, y que constituían una defensa avanzada de los reinos de Taifas de Tortosa, Valencia y Lérida, que consiguió dificultar y frenar el avance de los cristianos.
A partir del castillo de Ciurana, su territorio se extendía por varias líneas de torres. Una primera línea defensiva la formaban las torres a las actuales poblaciones de la Morera de Montsant, Albarca, Ulldemolins, Prades, Alforja, la Musara y Albiol; y un segundo círculo, mayor, constituido por el El Vilosell, Vimbodí, Pobla de Ciérvoles, Falset, Pradell, Cabacés, Lloá, la Palma, Torre del Español, Ascó y Vinebre. Habría torres también a Alcover, Arbolí, Bellmunt de Ciurana, Borjas del Campo, Colldejou, la Figuera, Margalef de Montsant, la Torre de Fontaubella y Vilanova de Prades.

### La conquista católica
El 17 de febrero de 1146 Berenguer Arnau recibió el castillo y la villa de Ciurana. Esta donación permite suponer un primer intento de conquista de las montañas, que seguramente fracasó, si es que se llegó a intentar. Ciurana se situaba en un lugar prácticamente inexpugnable en aquella época, y probablemente el conde prefirió conquistar lugares con más importancia política y económica. Tarragona fue conquistada en 1118, pero hasta 1146 no se da un verdadero proceso de ocupación del territorio. Tortosa, por su parte, fue conquistada en 1148, y Lérida en 1149. En 1151 los cristianos habían rodeado todo el valiato de Ciurana, quedando la población recluida y rodeada por los cuatro costados. Su caída era solo cuestión de tiempo.
La ocupación de los territorios de Ciurana comenzó el año 1153 y el asedio fue dirigido por Bertran (Beltrán) de Castellet. La fecha exacta de la conquista del castillo no es segura: algunos la fijan el 29 de abril, día en el que el Conde de Barcelona otorga una carta de población a Bertran de Castellet; otros la sitúan el 23 de noviembre del mismo año; y otros el 12 de julio de 1154. En cualquier caso, es seguro que en el mes de septiembre de 1154 Ciurana ya llevaba un tiempo en manos de Bertran.
El carácter casi épico de la conquista del último reducto musulmán dio lugar a leyendas como la de la Reina Mora.

### La leyenda de la Reina Mora
Cuenta una leyenda recopilada por el escritor Joan Amades que Ciurana era el dominio de la reina Abd-el-azia, de gran belleza.
Los cristianos, liderados por el señor de Tarragona, Amat de Claramunt, incapaces de conquistar la población, se sirvieron de la ayuda de un judío, que les ofreció la entrada al castillo.
Los cristianos penetraron y mataron a casi toda la población, pero Abd-el-azia, segura de su fortificación, celebraba mientras tanto una fiesta en una de las salas del palacio con la nobleza del lugar. De repente, una flecha entró por la ventana, y se clavó en la mesa.
La reina, envuelta en el pánico general y viéndose derrotada, subió a su caballo blanco y se dirigió al precipicio cercano. Perseguida por los cristianos y para evitar que el caballo por instinto se detuviera ante el abismo le tapó los ojos, pero el animal, al darse cuenta del peligro, quiso parar y clavó sus patas en el suelo, de modo que quedó la huella de su herradura en la roca. Otros dicen que las marcas de herradura son del impulso que tomó antes del salto. Sea como sea, la tragedia fue inevitable y hoy en día puede verse clavada en la roca la huella del caballo en el lugar que se denomina el Salto de la Reina Mora.
Otra variante cuenta que la reina estaba bañándose cuando vio la ciudad siendo atacada. Ante la desesperación, salió desnuda del agua y se montó en el caballo para dirigirse al despeñadero.

## Demografía

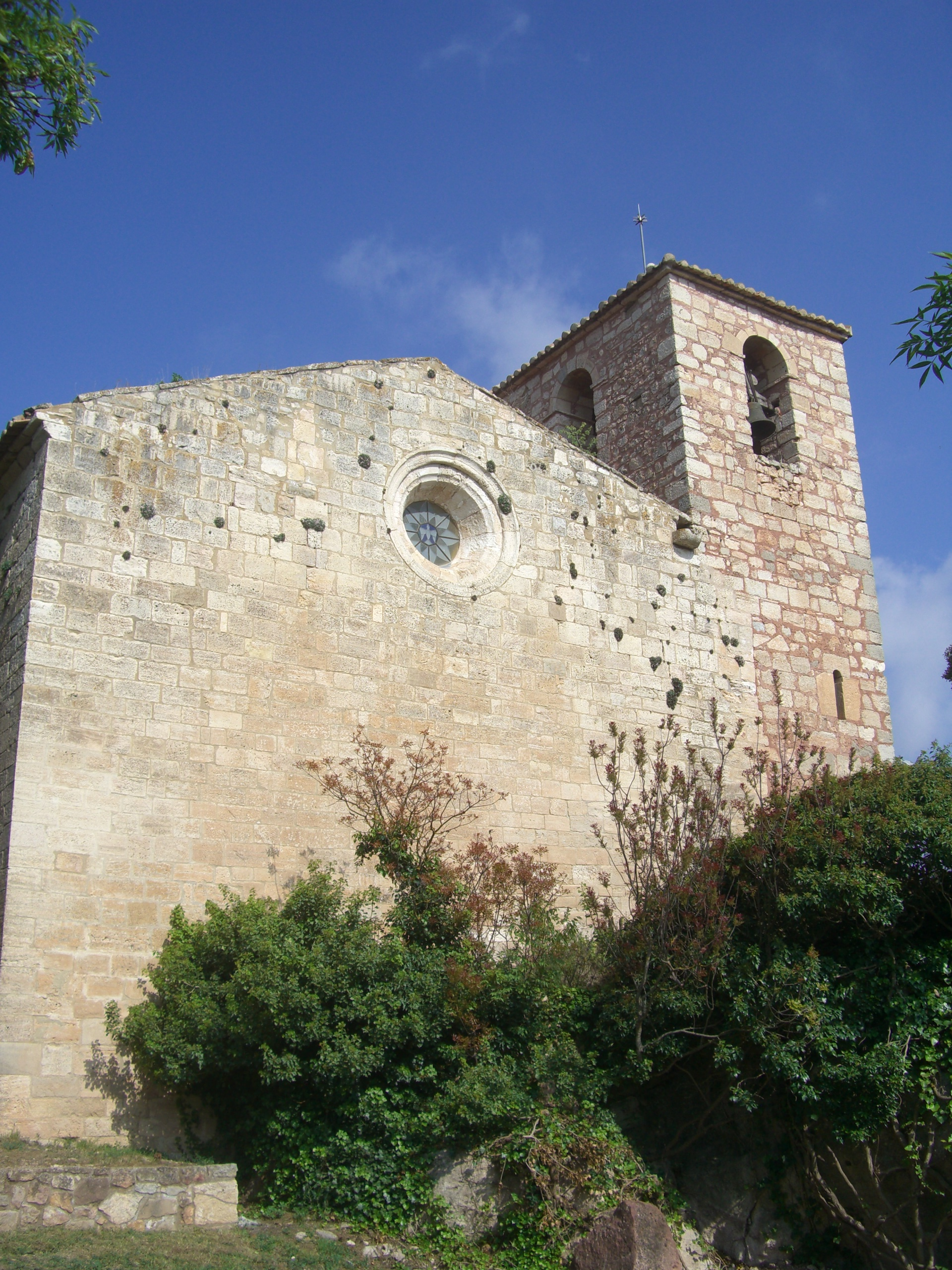
Iglesia de Santa María

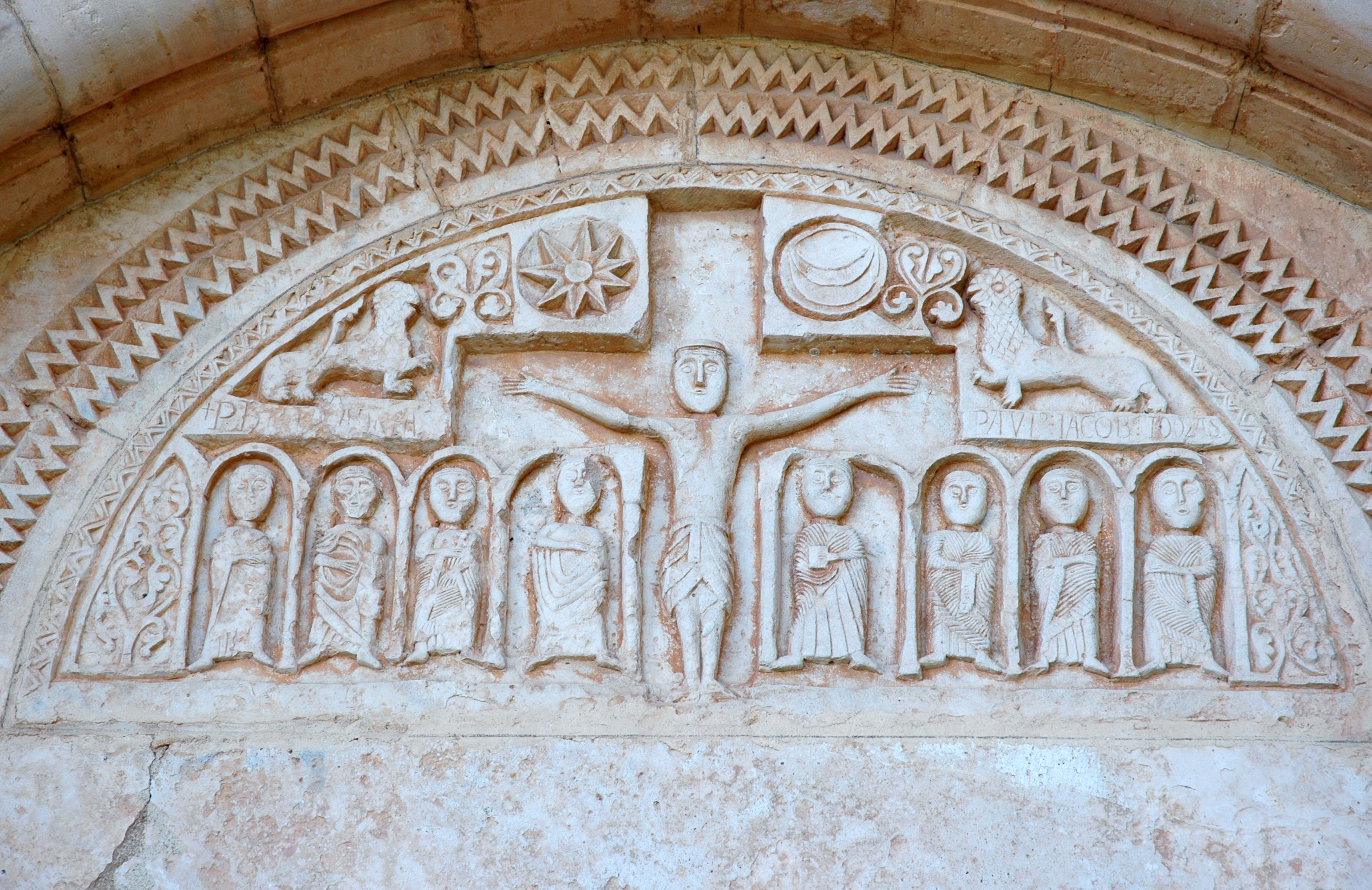
Tímpano de la iglesia

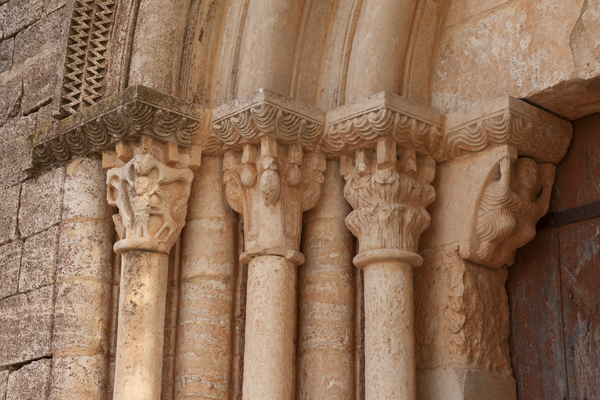
Detalle del pórtico

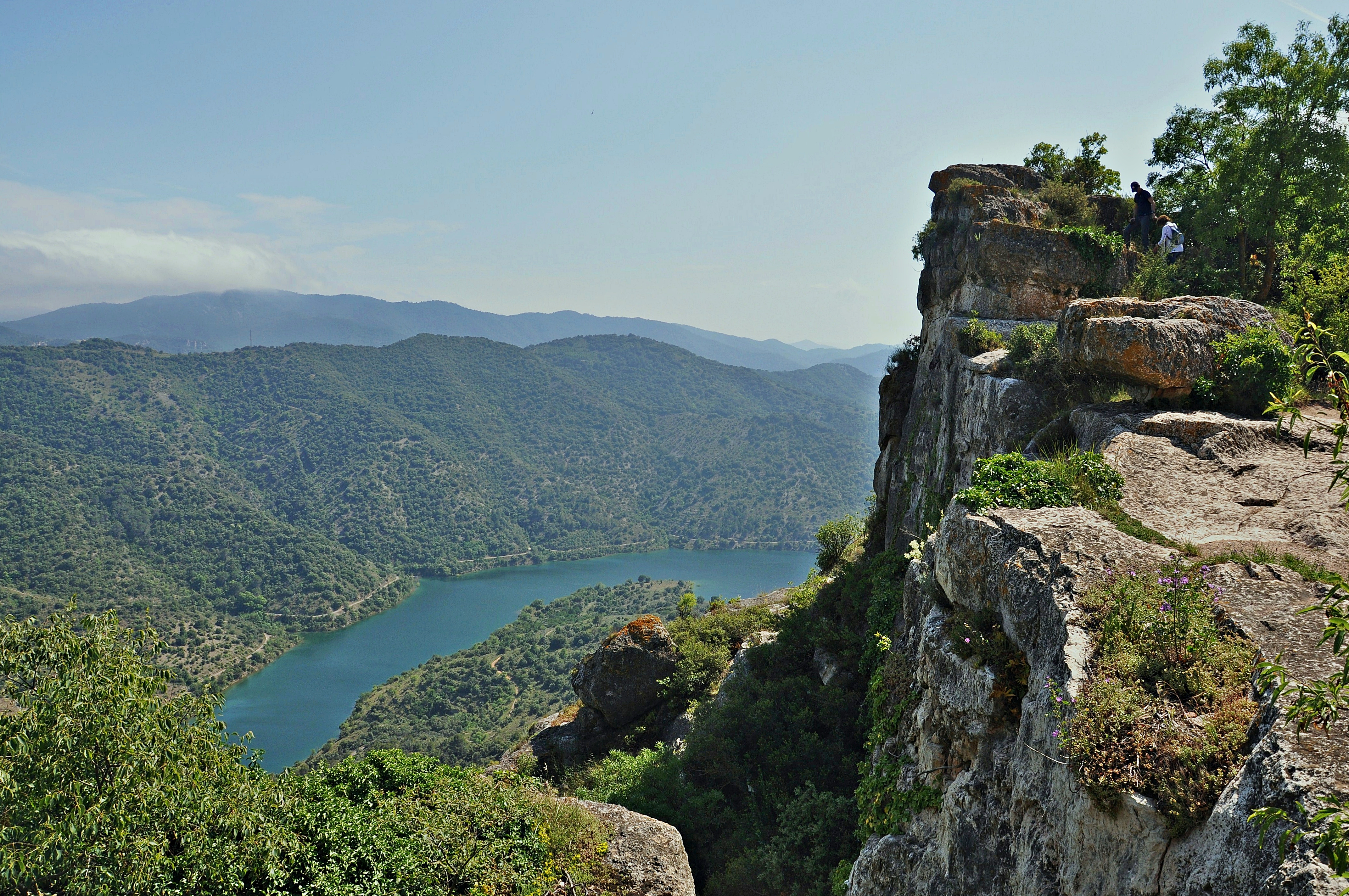
Acantilado y embalse

Ciurana cuenta con una población de 27 habitantes (INE 2019).
| Gráfica de evolución demográfica de Ciurana entre 1842 y 1930 |
| |
| Población de derecho según los censos de población del INE Población de hecho según los censos de población del INEEn estos censos se denominaba Ciurana: 1842, 1857, 1860, 1877, 1887, 1897, 1900 y 1910 Entre el censo de 1940 y el anterior, este municipio desaparece porque se integra en el municipio 43049 (Cornudella) |

## Cultura

### Patrimonio
En Ciurana puede visitarse la iglesia de Santa María, edificio románico de una sola planta del siglo XII, con una notable portada lateral. 
También pueden hallarse algunos vestigios árabes, como los restos del castillo del walí Almira Alemoni. De hecho, Ciurana fue el último reino de taifa en ser reconquistado de toda Cataluña, en 1153.

### Gastronomía
Esta región del Priorato es conocida por su aceite de oliva virgen con denominación de origen protegida Siurana. También es muy conocida por sus D.O. Priorato.

### Escalada
Ciurana es un pequeño pueblo rodeado de acantilados en las inmediaciones del parque natural de la Sierra de Montsant. La sierra de Montsant es un territorio eminentemente rocoso ubicado en el sector occidental de la cordillera Prelitoral Catalana, dentro de la comarca tarraconense del Priorat. 

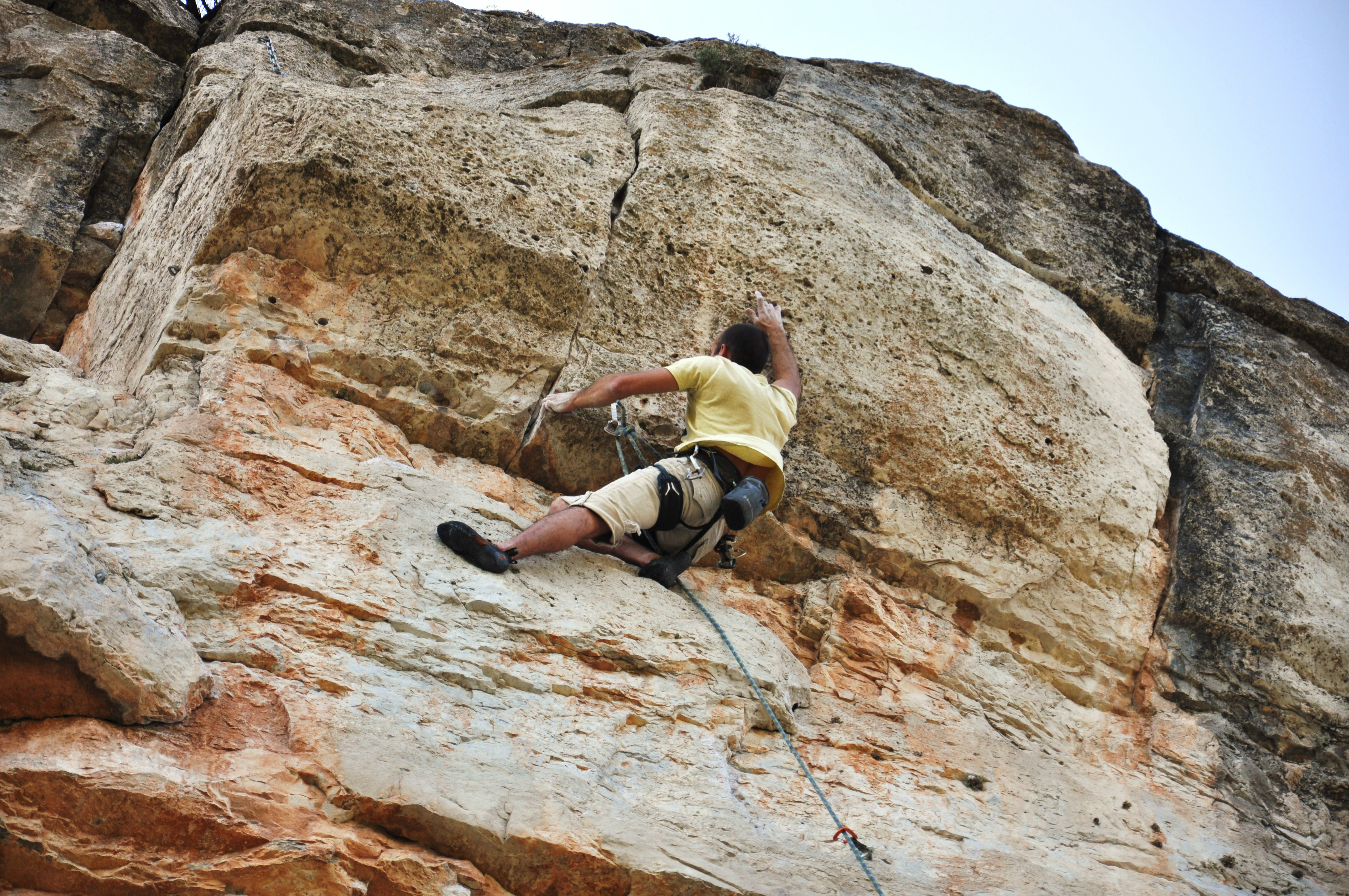
Escalada

Las posibilidades de trazados por donde escalar en los que probablemente alguien ya haya abierto alguna vía son numerosas. Cuenta con centenares de vías equipadas y parece que en continuo aumento. Resulta un paraíso de la escalada deportiva de dificultad sobre roca caliza. No en vano resulta un sitio de peregrinaje de escaladores venidos de todos los rincones del mundo.

### Alojamientos
Hay un camping unos cientos de metros antes de llegar al pueblo a mano derecha donde cuentan con cabañas. 
En el pueblo se encuentra un refugio del Centro Excursionista de Cataluña.

### Asteroide dedicado a Ciurana
El 29 de mayo de 2010 el Minor Planet Center llamó el asteroide 209540, descubierto el 23 de octubre de 2004 por José Manteca desde el observatorio de Begues, con el nombre de Siurana y con la siguiente dedicatoria: "(209540) Siurana = 2004 UK1".
Este asteroide de diámetro de 2 km se encuentra entre Marte y Júpiter y tiene una órbita de 3,24 años.